# Papuana tibialis
Papuana tibialis är en skalbaggsart som beskrevs av Gilbert John Arrow 1941. Papuana tibialis ingår i släktet Papuana och familjen Dynastidae. Inga underarter finns listade i Catalogue of Life.